# Traje de tehuana
El traje de tehuana es un traje regional mexicano. Corresponde a las mujeres de la etnia zapoteca, que habitan en el Istmo de Tehuantepec, Oaxaca. Se usa en las fiestas civiles y religiosas de gala, por ello se considera un traje vivo y ha continuado evolucionando.

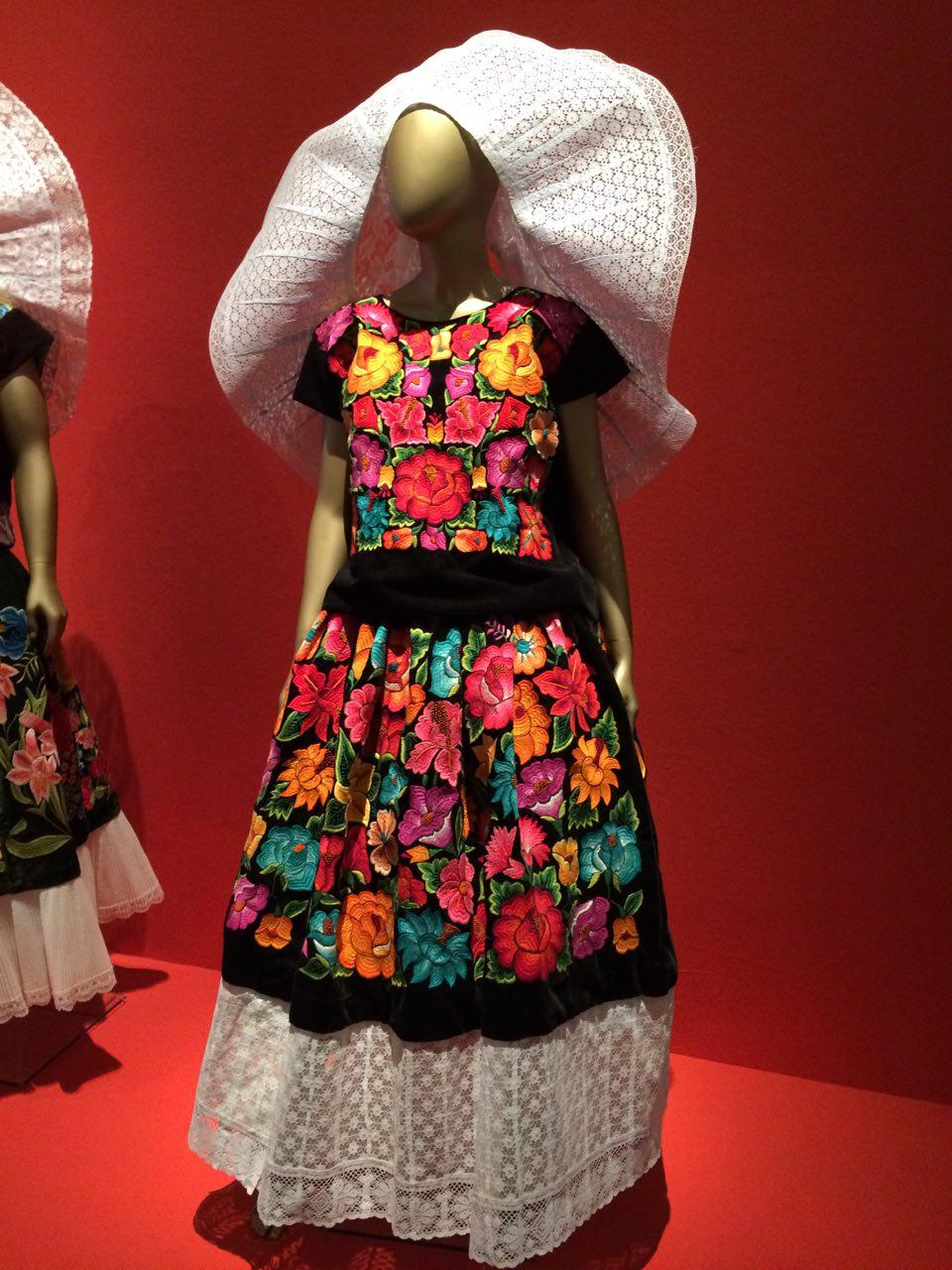
Vestido tradicional de tehuana de oaxaca bordado sobre terciopelo.

## La región oaxaqueña: el Istmo de Tehuantepec
La región de Mesoamérica era definida por las diferentes identidades regionales que la formaban: Altiplano Central, Norte, Golfo, Occidente y Sureste. Dentro esta zona se encuentra la región del Istmo de Tehuantepec, una de las ocho regiones que la conforman. La región oaxaqueña se caracteriza por ser el centro zapoteca, un importante corredor cultural con una gran conexión comercial. Esta cultura recorría los estados de Oaxaca, Guerrero y Puebla durante el periodo precolombino. Asimismo, la palabra zapoteca deriva de la lengua náhuatl “Tzapotéecatl”, que significa Pueblo del zapote. La gente zapoteca se autodenomina "ben´zaa" o "vinizá", que significa Gente de las nubes.

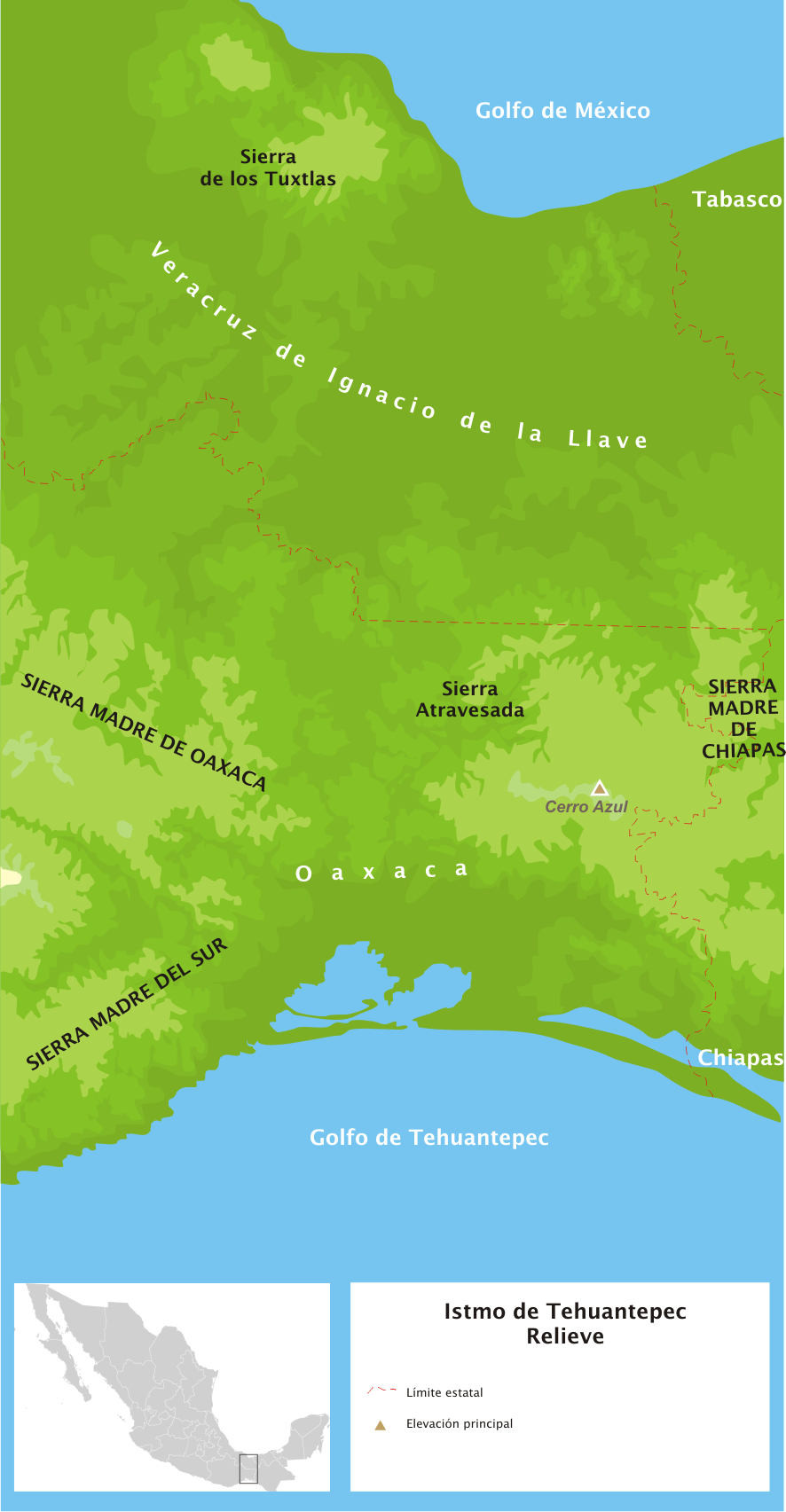
Istmo de Tehuantepec relieve

## La mezcla de las culturas: el traje de tehuana

Mujer vestida en traje de tehuana, en 1920.

Santo Domingo Tehuantepec / Tehuantepec es la ciudad más antigua del reino zapoteco. Fue un lugar de uniones culturales entre etnias, la cual se autodenomina La tierra de la inmortal Sandunga. A causa de la llegada de los evangelizadores dominicos, en 1526, las mujeres zapotecas heredaron la costumbre de cubrirse la cabeza para asistir a las ceremonias religiosas, protegiéndola con el [huipil] o resplandor. En 1853, momento en que el compositor Máximo Ramón Ortiz concluyó la pieza musical conocida como la Sandunga, el traje de tehuana logró cimentar su fama y prestigio como característica de la cultura oaxaqueña. La vestimenta consistía en el uso de la enagua de enredo con el huipil bordado. Un personaje protagónico en la historia de esta vestimenta fue doña Juana Catalina Romero, gran amiga de Porfirio Díaz. Díaz, que era oaxaqueño, visitaba frecuentemente a doña Catalina, encuentros en que se le obsequiaba diferentes tipos de telas, utilizadas y estilizadas por ella para sus festividades, que empezaron a conocerse como velas istmeñas, las cuales comenzaron la costumbre por celebrarlas en los distintos distritos y municipios del Istmo de Tehuantepec. Asimismo, la llegada del ferrocarril a las regiones de Tehuantepec e Ixtepec logró que las monedas norteamericanas se hicieran famosas entre los  alfareros, pues estos las utilizaban para crear los distintos ahogadores que forman parte del traje. Entre las monedas más utilizadas están: las onzas, medias onzas, monedas de cinco dólares y de dos dólares.[cita requerida]
El 24 de abril de 1936,durante el sexenio del general Lazaro Cárdenas, comenzó a circular la nueva presentación del tipo mexicano del papel moneda,que realzaba el nacionalismo mexicano, un  billete de 10 pesos mexicanos que mostraba la imagen de una tehuana, lo que contribuyó a la popularización de este traje.

## Tipos de traje

### Traje de enredo
Este es el traje original zapoteco, de origen prehispánico. Consiste en un lienzo de 3m de longitud por 1.10m de ancho que se envolvía alrededor de la cintura y se ajustaba en algunos casos con un ceñidor. Según los especialistas en textiles, aun cuando se sabe del uso de gran cantidad de colorantes de origen natural, los colores más apreciados en esta prenda son los producidos con la grana cochinilla, que era el de uso diario, el añil usado para el duelo y cuya reminiscencia subsiste en los trajes de luto actuales y el púrpura del caracol Purpura que se usaba para las fiestas, e incluso con este lienzo se amortajaba a las mujeres. 
Durante la época prehispánica no se usaba prenda alguna, sin embargo tras la conquista y posterior evangelización, los religiosos dominicos vieron con malos ojos que las mujeres anduviesen en público con el torso desnudo, de ahí a que se implementó el uso de otra prenda llamada huipil grande o bidani roo' en zapoteco. Posteriormente se comenzó el uso de una prenda cuadrada, que es el actual huipil, que originalmente no tenía adorno alguno. Actualmente, al utilizarse en los convites, se usan principalmente los huipiles bordados con  máquina  de coser en cadenilla o costura, que llevan un intrincado diseño de grecas y formas de diversas maneras, bordados en hilo de algodón de colores: principalmente amarillo, negro y rojo.
Según el registro fotográfico de mediados y finales del siglo XIX y hasta principios de la década de los 60's del siglo XX, las prendas se usaban de forma cotidiana. Luego comienza a disminuir en el uso diario la enagua de enredo, siendo suplida hasta nuestros días por las enaguas circulares, de cuchillas y rabonas, usándose la enagua de enredo esporádicamente en los convites y celebraciones menores.
Traje de uso diario 

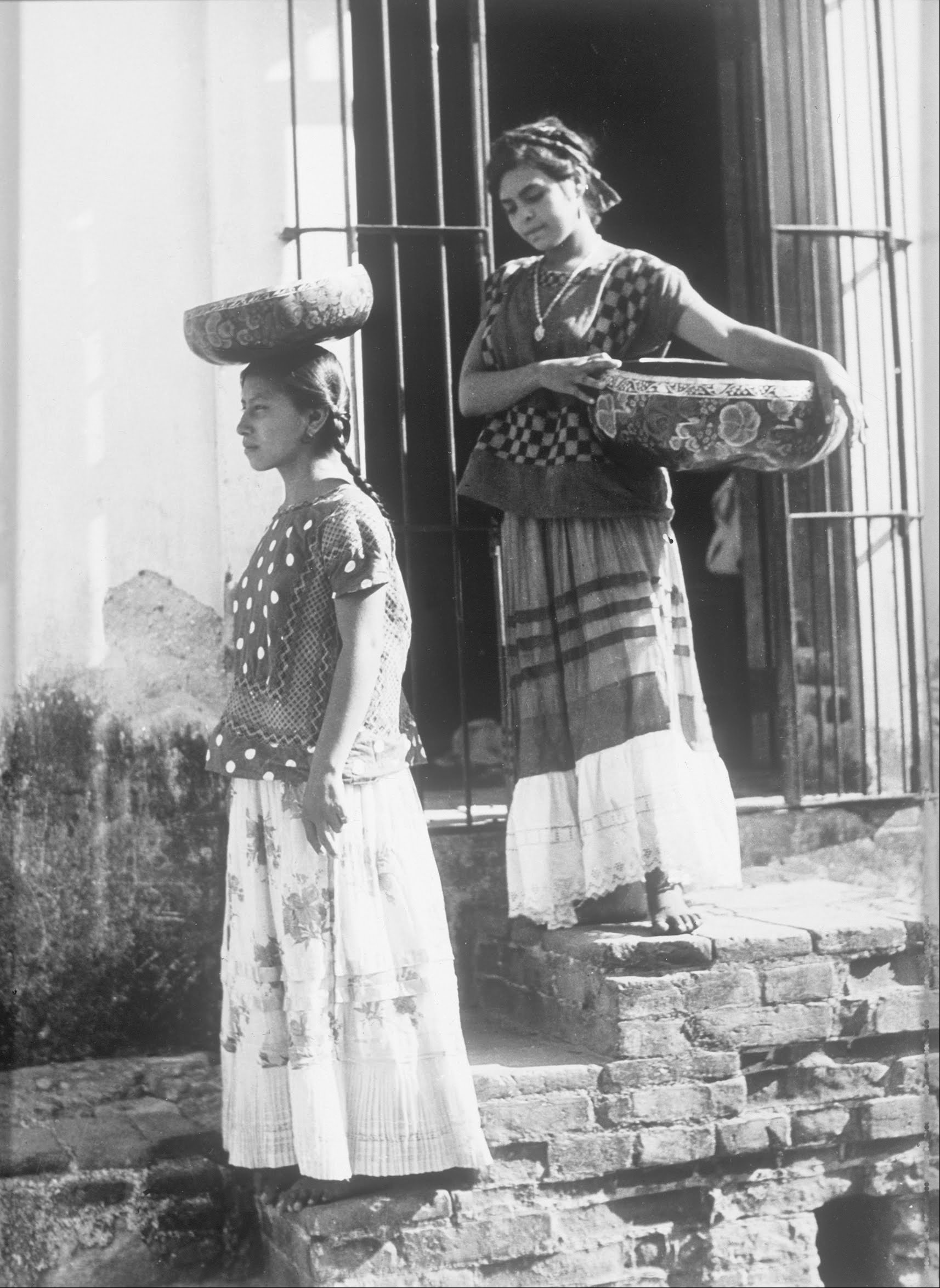
Dos tehuanas con jicalpextle, foto de Tina Modotti.

Para las actividades cotidianas y el trajín del diario, las mujeres visten las conocidas enaguas, ya sean las elaboradas en modelo circular o de cuchillas, siendo populares las llamadas rabonas: son faldas largas, elaboradas principalmente con telas ligeras y vaporosas, con un vuelo de 6 metros originalmente, aunque en la actualidad son de 3 metros.
En una época se llegó a usar una enagua de olán blando para las actividades diarias según se observa en el registro fotográfico de principios del siglo XX, pero en algún momento de finales de los 40's o principios de los 50's, el uso de esta prenda se perdió.

### Media gala
Por un lado, para las fiestas clasificadas como casuales, el vestido está envuelto por el huipil bordado en cadenilla. En este caso la falda de cualquier tela tiene un olán blanco, de blonda, de brocado o de galón en la parte inferior. Un dato importante en este traje, es la orientación de los peinados. Las mujeres casadas se distinguen por llevar su encaje de guía de flores del lado derecho. Las casaderas, llamadas así a las señoritas que están listas para casarse, lo portan del lado izquierdo. Diferentes ceremonias, distintas vestimentas.

### El traje de gala
El traje de gala es portado por la mujer istmeña en las festividades de la comunidad, es decir, en convites o en las famosas Velas Istmeñas. Son numerosas variantes del traje, destacando los trajes de galones, blondas y listón, que son los primeros ejemplos del traje de tehuana que emplean falda circular de olán almidonado; es icónico el traje bordado de flores de diversos tamaños, variando el tamaño de las mismas según el municipio de origen, destacando el originario de la ciudad de Tehuantepec, de flores grandes, a diferencia, por ejemplo, de los trajes de Juchitán, el bordado de cuyas flores es más pequeño y de mayor gama de colores; el traje llamado de costura, cuyo intrincado diseño es elaborado con máquinas de coser. 
El traje se completa con el uso de exquisita joyería de oro, preferentemente elaborada de monedas o largos collares llamados lazos; consta de un juego de ahogadores, el semanario, un pulso, aretes, la enagua y el huipil como el conjunto principal, una mascada en el lado izquierdo, el cabello peinado en trenzas con listones, una moneda en la cabeza como signo de guía, y el llamativo huipil grande, el cual tiene dos maneras de portarse: un lado más grande, que es para acompañar un baile o un paseo; y un lado más pequeño, utilizado para las celebraciones religiosas y convites (herencias de los evangelizadores dominicos).

### El fleco de gusanillo
El uso de esta prenda con el traje de gala es el distintivo fleco de gusanillo y canelones, bañado en oro, que se empezó a utilizar en la época de Porfirio Díaz, cuando doña Juana Catalina Romero, conocida como la mamá grande de Tehuantepec, quien viajó mucho a Europa y trajo de sus viajes gran cantidad de telas, galones, brocados y demás ornamentos, que terminaron enriqueciendo al traje de tehuana, dándole su actual forma y se comenzó el uso de esta prenda.
Su uso se reserva actualmente a las mayordomas de una fiesta patronal en el día principal, a las capitanas que lo usan en los paseos de estandartes, que se celebran al día siguiente de la fiestas patronales y las reinas y princesas de las velas istmeñas.

## Composición del traje
El traje está caracterizado por tres o cuatro lienzos de flores, especialmente rosas,un lienzo para el huipil y dos o tres lienzos para la enagua,de colores llamativos; finamente bordadas en el huipil y en la enagua. La tela de la enagua va desde una tela de tipo satín o de terciopelo, típicamente negro, lienzos de la enagua, con olan de almidón y bordes estrechos y rectos. El simbolismo del cuello del traje tiene relación con la virginidad de la mujer. La joyería que acompaña al traje es esencial, el cual es integrado por collares de monedas,el ahogador,que es un collar corto que llega a medio pecho y la malla,que es el collar largo,hechos de filigranas o de monedas, aretes, anillos, pulsos de monedas y juegos de pulseras llamados semanarios y arracadas.

## La elaboración del traje
Primero, la tela elegida para el conjunto es forrada para fortalecerla y hacerla más cómoda. Las flores que serán bordadas son hechas a mano, por lo cual el peso del traje dependerá del tamaño y cantidad de flores en el vestido. La gama de colores elegidos son aquellos que hacen juego armónico con la tela elegida. Cada flor cuenta de 3 a 4 colores del mismo tono. Luego, el bordado se procesa en el bastidor, aparato especializado que estira la tela, mediante clavos y nudos. El tiempo de elaboración es aproximadamente de 15 días. Finalmente, el precio del traje será dependiente del tipo de material, pero está en un rango que va de 5,000 a 25,000 mil pesos.

## Valor cultural

### El matriarcado
A comienzos del siglo XX, se logró el matriarcado, pues la mujer era la única que podría saber quien era el padre de su hijo, y por eso era la única que tenía el derecho de autoridad sobre él. En consecuencia, en la actualidad podemos apreciar en esta zona que cuando la banda comienza a tocar, las tehuanas se ponen a bailar. También es de las pocas zonas donde la mayoría de las mujeres baila con otras mujeres, pero no con otro varón, esto deja en claro que las mujeres no dependerá de un hombre ni para bailar. Una cosa a resaltar sobre las tehuanas es que también son famosas por ser trabajadoras, lo cual toma parte de las responsabilidades.

### La fiesta de Oaxaca: la Guelaguetza

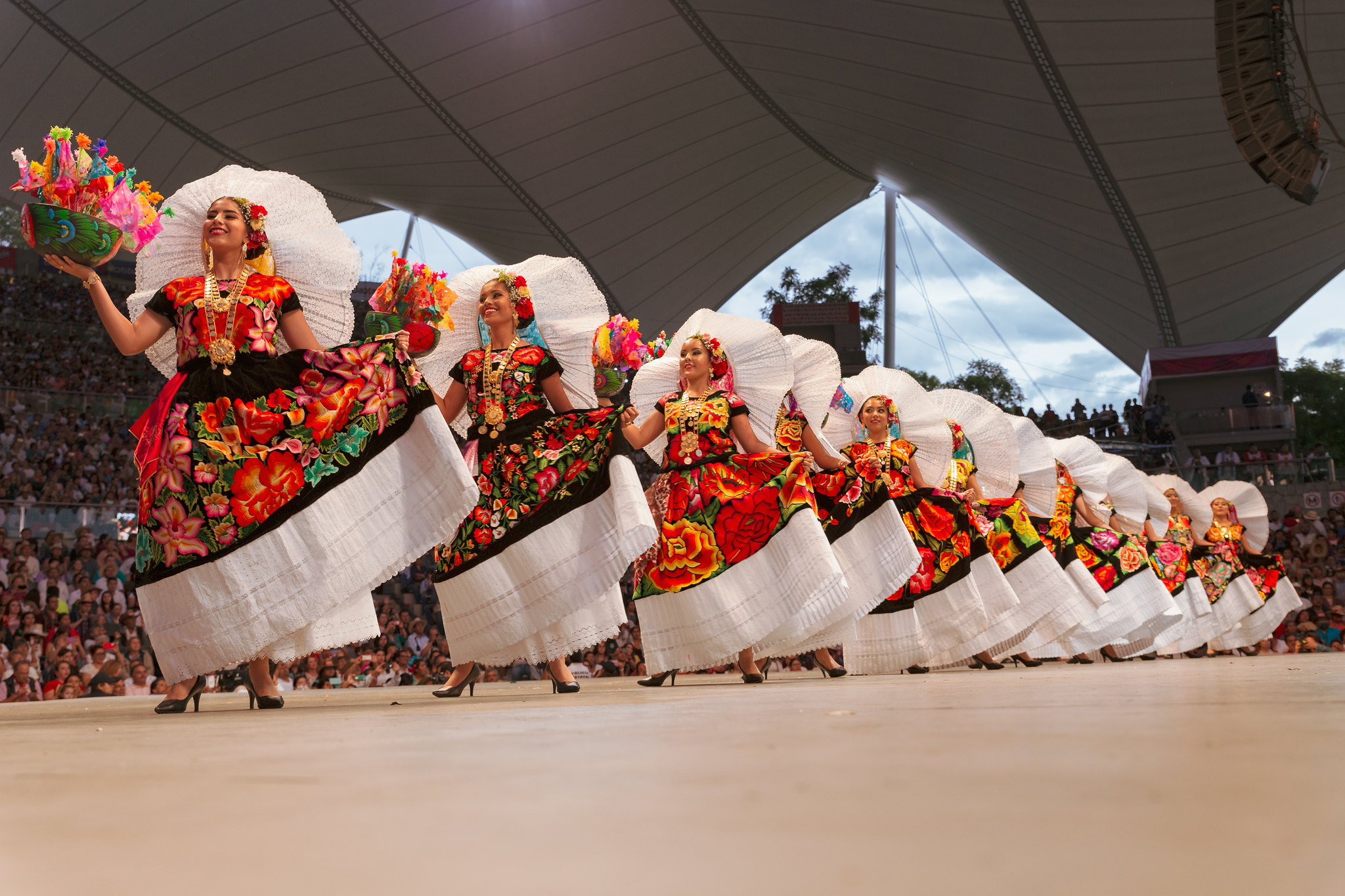
Mujeres bailando en traje de la tehuana en la Guelaguetza 2018.

Una de las celebraciones culturales más grandes de la cultura mexicana, es la fiesta máxima de los oaxaqueños, conocida como la Guelaguetza, celebrada en las dos últimas semanas del mes de julio de cada año. En este evento, diferentes comunidades de las 8 regiones del estado de Oaxaca, se reúnen en el Auditorio Guelaguetza, ubicado en el Cerro del Fortín del centro de la ciudad, para dar una demostración de sus costumbres, bailes y sones regionales, así como de vestimenta típica. En este caso, la región del Istmo de Tehuantepec, las tehuanas bailan sus sones regionales más conocidos como “La Sandunga”, “La Llorona”, “La Polka”, “El Feo” y el “Son Calenda”, por mencionar algunos temas musicales distintivos, luciendo su traje regional.

### Símbolo de cultura y estilo en la modernidad

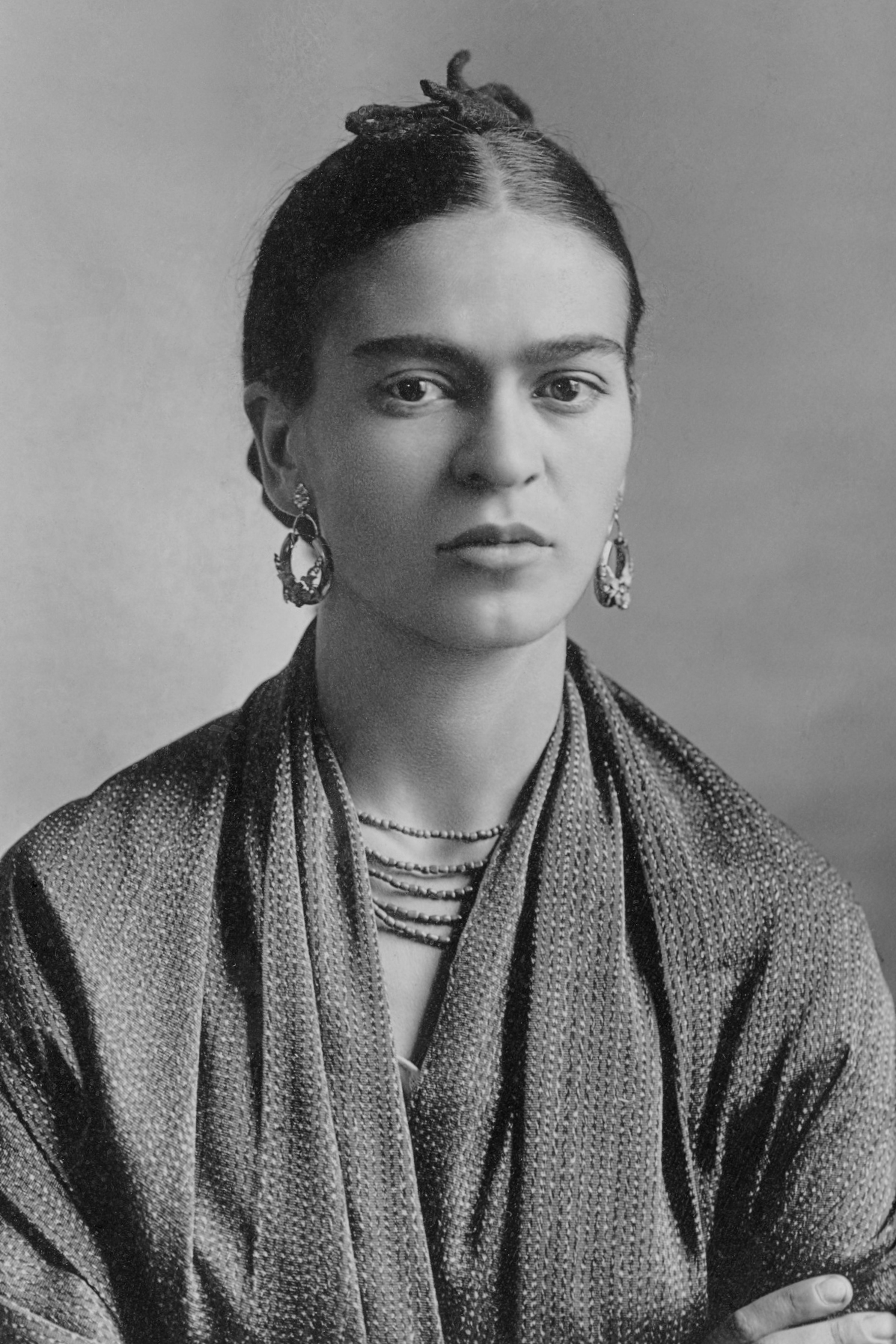
La pintora Frida Kahlo solía usar trajes de tehuana como vestimenta cotidiana. Foto de su padre, Guillermo Kahlo.

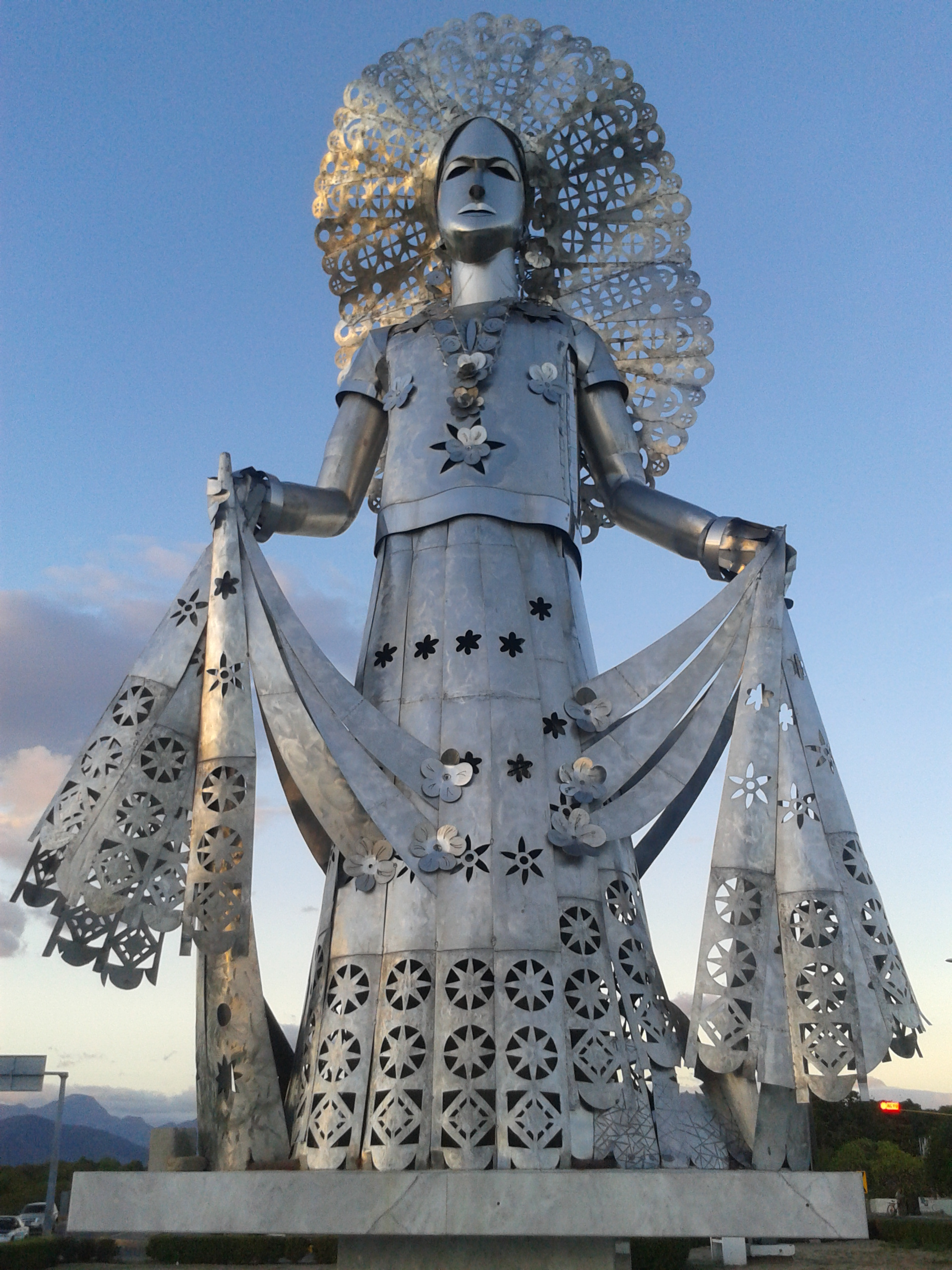
Estatua de Tehuana de acero.

Desde el comienzo de su popularización, el traje de tehuana ha marcado tendencia en el mundo de la moda. Mujeres de todos los tiempos han adoptado está forma de vestirse. Un ejemplo es la poetisa y pintora mexicana Frida Kahlo, cuya madre era oaxaqueña, es reconocida como un símbolo de la cultura mexicana que portaba regularmente esta vestimenta. Incluso, en el Museo Frida Kahlo (La Casa Azul, en Coyoacán, en la esquina de Londres y Allende, en la Ciudad de México) algunos de estos trajes. De igual modo, la cantante y compositora oaxaqueña Lila Downs viste siempre los diferentes trajes regionales de Oaxaca, estilizándolos, y la vestimenta de tehuana es uno de los más comunes.